# Horodok, Illinți
Horodok (în ucraineană Городок) este localitatea de reședință a comunei Horodok din raionul Illinți, regiunea Vinnița, Ucraina.

## Demografie
Componența lingvistică a localității Horodok
     Ucraineană (98,11%)
     Rusă (1,58%)
Conform recensământului din 2001, majoritatea populației localității Horodok era vorbitoare de ucraineană (98,11%), existând în minoritate și vorbitori de rusă (1,58%).